# 横浜市立三ツ沢小学校
横浜市立三ツ沢小学校（よこはましりつ みつざわしょうがっこう）は神奈川県横浜市神奈川区三ツ沢中町に所在する公立小学校。

## 沿革
- 1933年 - 横浜市立三ツ沢尋常小学校として開校
- 1941年 - 横浜市立三ツ沢国民学校に改称
- 1947年 - 横浜市立三ツ沢小学校に改称
- 1958年 - 校歌制定

## アクセス
- 横浜市営地下鉄ブルーライン 三ツ沢上町駅
- 横浜市営バス・神奈中バス「三ツ沢小学校前」停留所

## 著名な出身者
- 田澤純一 - 元新日本石油ENEOS野球部、ボストンレッドソックス所属 - 野球選手
- 小倉淳 - アナウンサー
- 阿部寛 ｰ 俳優
- 松浦勝人（エイベックス代表取締役社長）

## 周辺
- 三ツ沢公園
- 神奈川スポーツセンター
- 神奈川県立横浜翠嵐高等学校
- 横浜市立松本中学校